# Janówka (Opole)
Pour les articles homonymes, voir Janówka.
Janówka est une localité polonaise de la gmina de Byczyna, située dans le powiat de Kluczbork en voïvodie d'Opole.

## Histoire
De 1815 à 1920, Janowka fait partie de l'arrondissement de Schildberg (de) puis à partir de 1887, de l'arrondissement de Kempen-en-Posnanie dans le district de Posen au sein de la province de Posnanie.